# Бранко Дракалски
Бранко Йован Дракалски (на македонска литературна норма: Бранко Jован Дракалски) е офицер, бригаден генерал от Северна Македония.

## Биография
Роден е на 6 август 1960 г. в беровското село Смоймирово. През 1979 г. завършва военна гимназия в Белград, а след това през 1983 г. Военната академия на Сухопътните войски на ЮНА с артилерийски профил. От 1983 до 1984 г. е командир на взвод. След това до 1992 г. е командир на батарея в Битоля. От 1992 до 1993 г. е командир на артилерийски дивизион пак там. Между 1993 и 1994 г. е заместник-командир на граничен батальон в Дебър. В периода 1994 – 1996 г. е командир на батальона. През 1996 г. завършва Команднощабната академия на Военната академия в Скопие. В периода 1996 – 2000 г. е командир на Центъра за обучение на артилеристи. От 2000 до 2001 г. е командир на граничен батальон в Битоля. Между 2001 и 2002 г. е командир на артилерийски полк в Прилеп, а след това до 2004 г. на артилерийски батальон пак там. От 2004 до 2005 г. е командир на Център за обучение на родове и длъжности в Битоля. През 2005 г. завършва Школа за национална отбрана в Университета за национална отбрана на САЩ. В периода 2005 – 2008 г. е заместник-командир на бригада в Кичево. След това до 2009 г. е командир на бригадата. В периода 2009 – 2014 г. е военен представител на Република Македония в НАТО в Брюксел. От 2014 до 2015 г. е държавен съветник, отговарящ за НАТО в Министерството на отбраната.. Умира на 15 декември 2020 г. от коронавирус.

## Военни звания
- Артилерийски подпоручик (1983)
- Поручик (1984)
- Капитан (1988)
- Капитан 1 клас (1994)
- Майор (1997)
- Подполковник (2000), предсрочно
- Полковник (2005)
- Бригаден генерал (2009)

## Награди
- Медал за воени заслуги;
- Медал за 50 години ЮНА;
- Плакета на АРМ от началника на Генералщаба на АРМ през 2013 година.
- Значка 20 години от създаването на армията на Република Македония

## Трудове
- „Артилериска поддршка на бригада при насилен премин на река“, дипломна работа за Команднощабната академия
- „Развојот на безбедносната ситуација во Југоисточна Европа“,
- „Напори за градење на државата во Македонија и Босна и Херцеговина“,
- „Проценка на ефективноста на мировните мисии на НАТО и ЕУ“